# شيميزو إس-بولس
نادي شيميزو إس-بولس (باليابانية: 清水エスパルス) ناد ياباني لكرة القدم، تأسس في العام 1991. يلعب في الدوري الياباني الممتاز (J. League).

## أهم اللاعبين الذين لعبوا للعين خلال تاريخه
- أليكس بروسك
- ميتشيل ديوك
- رونالدو رودريغيز
- جالمينيا
- ماركوس باولو ألفيس
- باولو جاملي
- ميراندينيا
- أنطونيو بينديتو دا سيلفا
- إديو مانغا
- كارلوس ألبرتو دياز
- إيمرسون كارفاليو دا سيلفا
- ديان دجاكوفيتش
- إيغور سفيتانوفيتش
- دانييلي مسارو
- بيتر أوتاكا
- فرودي جونسين
- ميليفوي نوفاكوفيتش
- فريدريك ليونغبرغ
- مارك بوين

## وصلات خارجية
- الموقع الرسمي (باليابانية)
- صفحة النادي في موقع كورة